# 国際連合安全保障理事会決議688
国際連合安全保障理事会決議688（こくさいれんごうあんぜんほしょうりじかいけつぎ688、英: United Nations Security Council Resolution 688）は、1991年4月5日に国際連合安全保障理事会で採択されたイラク・クウェート情勢に関する決議。略称はUNSCR688。

## 概要
国連安保理決議688は、湾岸戦争に関する決議で、イラク政府に対しクルド人を含むイラク市民の保護を求めるもの。

## 主な内容
- イラク各地におけるクルド人を含むイラク市民に対する抑圧行為を地域内の国際平和と安全に対する脅威として非難
- イラクに対し、同国の行動が地域内の国際平和と安全に対する脅威でなくなるようただちに抑圧行為を停止するよう要求
- 人道支援が必要な人々に対し適切な対応が行えるようただちに国際人道支援団体に自由なアクセスを与えるよう強く要請
- すべての加盟国ならびに人道支援団体に対し、人道支援・救済活動に貢献するよう呼びかけ